# Christopher Pronger
Temple de la renommée : 2015
Christopher Robert Pronger (né le 10 octobre 1974 à Dryden en Ontario au Canada) est joueur professionnel de hockey sur glace. Il a joué pour les Whalers de Hartford, les Blues de Saint-Louis, les Oilers d'Edmonton, les Ducks d'Anaheim et pour les Flyers de Philadelphie.

## Carrière dans la LNH

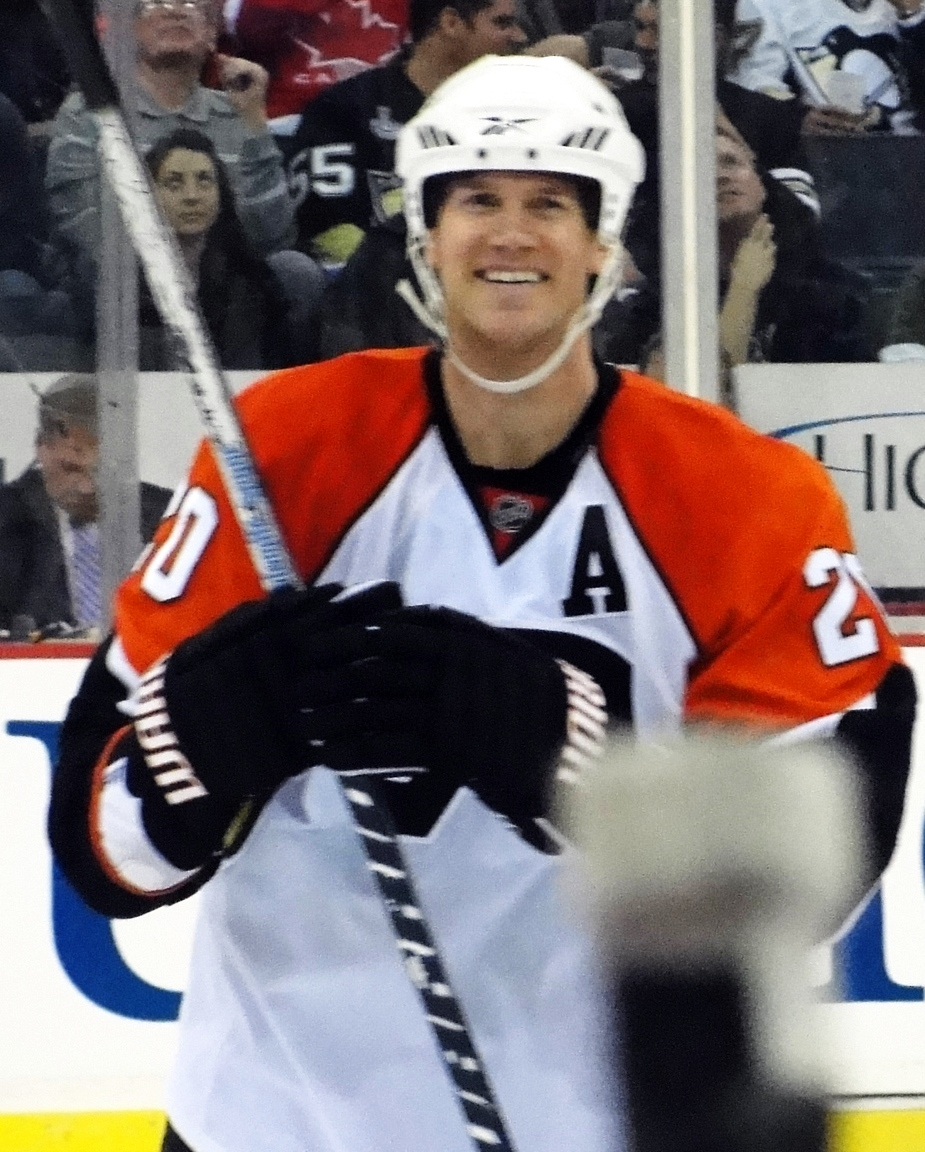
Chris Pronger dans l'uniforme des Flyers pendant un match contre les Penguins de Pittsburgh, le 27 mars 2010 au Mellon Arena de Pittsburgh.

Repêché en 2e au cours du repêchage d'entrée dans la LNH 1993 par les Whalers de Hartford (club devenu par la suite les Hurricanes de la Caroline en 1997), il passe la majeure partie de sa carrière avec les Blues de Saint-Louis aux côtés d'Al MacInnis. Au cours de la saison 2005-2006 de la LNH, Pronger porte le numéro 44 des Oilers d'Edmonton.
La saison 1999-2000 de la LNH fut sa plus prolifique avec 14 buts, 48 passes et un différentiel plus-moins de +52. Il obtiendra d'ailleurs cette saison le trophée James-Norris, récompensant le meilleur défenseur, et surtout le trophée Hart, couronnant le meilleur joueur de la ligue.
Il a participé aux séries éliminatoires de la LNH à chacune des 9 saisons qu'il a passées avec les Blues, pour un total de 85 parties, 10 buts, 41 passes et une différence de +15. Le meilleur résultat obtenu par Chris Pronger avec les Blues sera l'accession en finale de conférence 2000-2001, finale perdue 4 parties à 1 contre l'Avalanche du Colorado de Joe Sakic, Rob Blake et Milan Hejduk, futurs vainqueurs de la Coupe Stanley cette même année.
Le 3 juillet 2006, il est échangé aux Ducks d'Anaheim contre Joffrey Lupul, Ladislav Šmíd et plusieurs choix de repêchage. Pronger remporte la Coupe Stanley avec l'équipe 2006-2007 des Ducks contre les Sénateurs d'Ottawa en cinq matchs et devient ainsi le 19e joueur à intégrer le Club Triple Or.
Le 26 juin 2009, Pronger est échangé aux Flyers de Philadelphie en retour de Joffrey Lupul, Luca Sbisa et deux choix de première ronde.
Le 16 septembre 2011, Pronger est nommé capitaine des Flyers de Philadelphie. Il subit un syndrome post-commotion cérébrale grave le 15 décembre 2011 et ne joue plus de la saison.

## Carrière internationale
Chris Pronger est un des piliers de l'équipe nationale du Canada avec qui il a notamment pris part à quatre olympiades (1998, 2002, 2006 et 2010) récoltant des médailles d'or en 2002 et 2010 face aux États-Unis. Il a aussi contribué à trois titres de champion du monde (1997, 2003 et 2004).

## Parenté dans le sport
Son frère Sean Pronger a aussi joué dans la LNH.

## Statistiques
| Saison     | Équipe                 | Ligue      |       | Saison régulière | Saison régulière | Saison régulière | Saison régulière | Saison régulière |    | Séries éliminatoires | Séries éliminatoires | Séries éliminatoires | Séries éliminatoires | Séries éliminatoires |
| Saison     | Équipe                 | Ligue      | PJ    | B                | A                | Pts              | Pun              | PJ               | B  | A                    | Pts                  | Pun                  |                      |                      |
| 1991-1992  | Petes de Peterborough  | LHO        | 63    | 17               | 45               | 62               | 90               | 10               | 1  | 8                    | 9                    | 28                   |                      |                      |
| 1992-1993  | Petes de Peterborough  | LHO        | 61    | 15               | 62               | 77               | 108              | 21               | 15 | 25                   | 40                   | 51                   |                      |                      |
| 1993-1994  | Whalers de Hartford    | LNH        | 81    | 5                | 25               | 30               | 113              | -                | -  | -                    | -                    | -                    |                      |                      |
| 1994-1995  | Whalers de Hartford    | LNH        | 43    | 5                | 9                | 14               | 54               | -                | -  | -                    | -                    | -                    |                      |                      |
| 1995-1996  | Blues de Saint-Louis   | LNH        | 78    | 7                | 18               | 25               | 110              | 13               | 1  | 5                    | 6                    | 16                   |                      |                      |
| 1996-1997  | Blues de Saint-Louis   | LNH        | 79    | 11               | 24               | 35               | 143              | 6                | 1  | 1                    | 2                    | 22                   |                      |                      |
| 1997-1998  | Blues de Saint-Louis   | LNH        | 81    | 9                | 27               | 36               | 180              | 10               | 1  | 9                    | 10                   | 26                   |                      |                      |
| 1998-1999  | Blues de Saint-Louis   | LNH        | 67    | 13               | 33               | 46               | 113              | 13               | 1  | 4                    | 5                    | 28                   |                      |                      |
| 1999-2000  | Blues de Saint-Louis   | LNH        | 79    | 14               | 48               | 62               | 92               | 7                | 3  | 4                    | 7                    | 32                   |                      |                      |
| 2000-2001  | Blues de Saint-Louis   | LNH        | 51    | 8                | 39               | 47               | 75               | 15               | 1  | 7                    | 8                    | 32                   |                      |                      |
| 2001-2002  | Blues de Saint-Louis   | LNH        | 78    | 7                | 40               | 47               | 120              | 9                | 1  | 7                    | 8                    | 24                   |                      |                      |
| 2002-2003  | Blues de Saint-Louis   | LNH        | 5     | 1                | 3                | 4                | 10               | 7                | 1  | 3                    | 4                    | 14                   |                      |                      |
| 2003-2004  | Blues de Saint-Louis   | LNH        | 80    | 14               | 40               | 54               | 88               | 5                | 0  | 1                    | 1                    | 16                   |                      |                      |
| 2005-2006  | Oilers d'Edmonton      | LNH        | 80    | 12               | 44               | 56               | 74               | 24               | 5  | 16                   | 21                   | 26                   |                      |                      |
| 2006-2007  | Ducks d'Anaheim        | LNH        | 66    | 13               | 46               | 59               | 69               | 19               | 3  | 12                   | 15                   | 26                   |                      |                      |
| 2007-2008  | Ducks d'Anaheim        | LNH        | 72    | 12               | 31               | 43               | 128              | 6                | 2  | 3                    | 5                    | 12                   |                      |                      |
| 2008-2009  | Ducks d'Anaheim        | LNH        | 82    | 11               | 37               | 48               | 88               | 13               | 2  | 8                    | 10                   | 12                   |                      |                      |
| 2009-2010  | Flyers de Philadelphie | LNH        | 82    | 10               | 45               | 55               | 79               | 23               | 4  | 14                   | 18                   | 36                   |                      |                      |
| 2010-2011  | Flyers de Philadelphie | LNH        | 50    | 4                | 21               | 25               | 44               | 3                | 0  | 1                    | 1                    | 4                    |                      |                      |
| 2011-2012  | Flyers de Philadelphie | LNH        | 13    | 1                | 11               | 12               | 10               | -                | -  | -                    | -                    | -                    |                      |                      |
| Totaux LNH | Totaux LNH             | Totaux LNH | 1 167 | 157              | 541              | 698              | 1 590            | 173              | 26 | 95                   | 121                  | 326                  |                      |                      |